# Смольчев-Малиновский
Смо́льчев-Малино́вский (адыг. Смольчев-Малиновск) — хутор в Гиагинском районе Республики Адыгея. Входит в Дондуковское сельское поселение.

## География
Хутор расположен в восточной части Гиагинского района, на левом берегу реки Чехрак. Находится в 4,5 км к востоку от центра сельского поселение — станицы Дондуковская, в 29 км к юго-востоку от районного центра — станицы Гиагинская и в 48 км к северо-востоку от города Майкоп.
Площадь территории хутора составляет — 1,07 км2, на которые приходятся 0,83 % от общей площади сельского поселения.
Ближайшие населённые пункты: Игнатьевский на юге, Дондуковская на западе, Нечаевский на северо-западе и Кошехабль на востоке.
Населённый пункт расположен на Закубанской наклонной равнине, в переходной от равнинной в предгорную зоне республики. Средние высоты на территории хутора составляют 164 метра над уровнем моря. Рельеф местности представляет собой в основном предгорные волнистые равнины, с различными холмисто-бугристыми и курганными возвышенностями и с общим уклоном с юго-запада на северо-восток. Долины рек изрезаны балками и понижениями.
Гидрографическая сеть в основном представлена рекой Чехрак, в долине которого расположены различные водоёмы.
Климат мягкий умеренный, с жарким летом и прохладной зимой. Среднегодовая температура воздуха положительная и составляет около +11,5°С. Среднемесячная температура воздуха в июле достигает +23,0°С. Среднемесячная температура января составляет около 0°С. Среднегодовое количество осадков составляет около 720 мм. Основная часть осадков выпадает в период с мая по июль.

## Население
| 2002 | 2010 | 2013 | 2014 | 2015 | 2016 | 2017 |
| ---- | ---- | ---- | ---- | ---- | ---- | ---- |
| 164  | ↘104 | ↘102 | ↗105 | ↘100 | ↘97  | →97  |
| 2018 | 2019 | 2020 | 2021 | 2023 | 2024 |      |
| ↘94  | ↗96  | ↗97  | ↘68  | ↗71  | ↘68  |      |

Плотность — 63.55 чел./км2.
Национальный состав
По данным Всероссийской переписи населения 2010 года:
| Народ   | Численность, чел. | Доля от всего населения, % |
| ------- | ----------------- | -------------------------- |
| русские | 76                | 73,1 %                     |
| армяне  | 21                | 20,2 %                     |
| другие  | 7                 | 6,7 %                      |
| всего   | 104               | 100 %                      |

Мужчины — 50 чел. (48,1 %). Женщины — 54 чел. (51,9 %).

## Инфраструктура
В хуторе функционирует фельдшерско-акушерский пункт (ФАП). Другие объекты социальной инфраструктуры (школа, детский сад, дом культуры) расположены в центре сельского поселения — станице Дондуковская.

## Улицы
| Заречная          |
| Зелёная           |
| Короткий переулок |

| Луговая        |
| Малый переулок |
| Подгорная      |

| Прямая    |
| Широкая   |
| Шоссейная |